# Гері та Фрекі
Гері та Фрекі — два вовки з германо-скандинавської міфології, які супроводжують бога Одіна. Давньоскандинавською мовою Geri означає «жадібний», а Freki — «ненажерливий».
Вовки-супутники Одіна згадуються в літературних пам'ятках Скандинавії XIII століття — «Старшій» та «Молодшій Едді», а також в скальдичній поезії.
У «Мові Грімніра» (одна з пісень «Старшої Едди»), в 19-му вірші, говориться, що Одін куштує лише вино, а всю іншу їжу, яка стоїть у нього на столі, він кидає двом вовкам, які лежать біля його ніг:

Гері та Фрекі 

годує войовничий 

Ратей Батько; 

але куштує він сам 

тільки вино, 

обладунками виблискуючи.

Дослідник Міхаель Шпігель (Michael Spiegel) пов'язує Гері та Фрекі з давніми германцями, серед яких часто вживалися «вовчі» імена, як наприклад, «Wulfhroc» (Одягнений вовком), «Wolfhetan» (Вовча шкура), «Isangrim» (Сіра маска), «Wolfgang» (Той, що рухається як вовк), «Wolfdregil» (Той, що біжить як вовк), «Vulfolaic» (Той, що танцює з вовками).
Шпіґель вказує на загальнонімецьку роль вовчого культу, який сконцентровано відображено в скандинавській міфології та послаблено з християнізацією Європи. Крім того, він проводить паралелі між Гері та Фрекі й зображеннями вовків в інших індо-європейських культурах. "В Індії періоду вед вовк є твариною-супутником Рудри, у римлян — Марса, у німців — Вотана. Гері та Фрекі — не просто тварини, але міфічні істоти, що втілюють фізичну міць Вотана ".

## Галерея

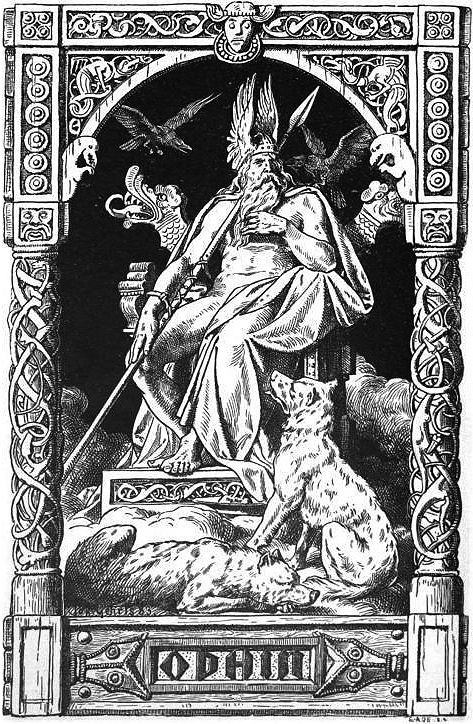
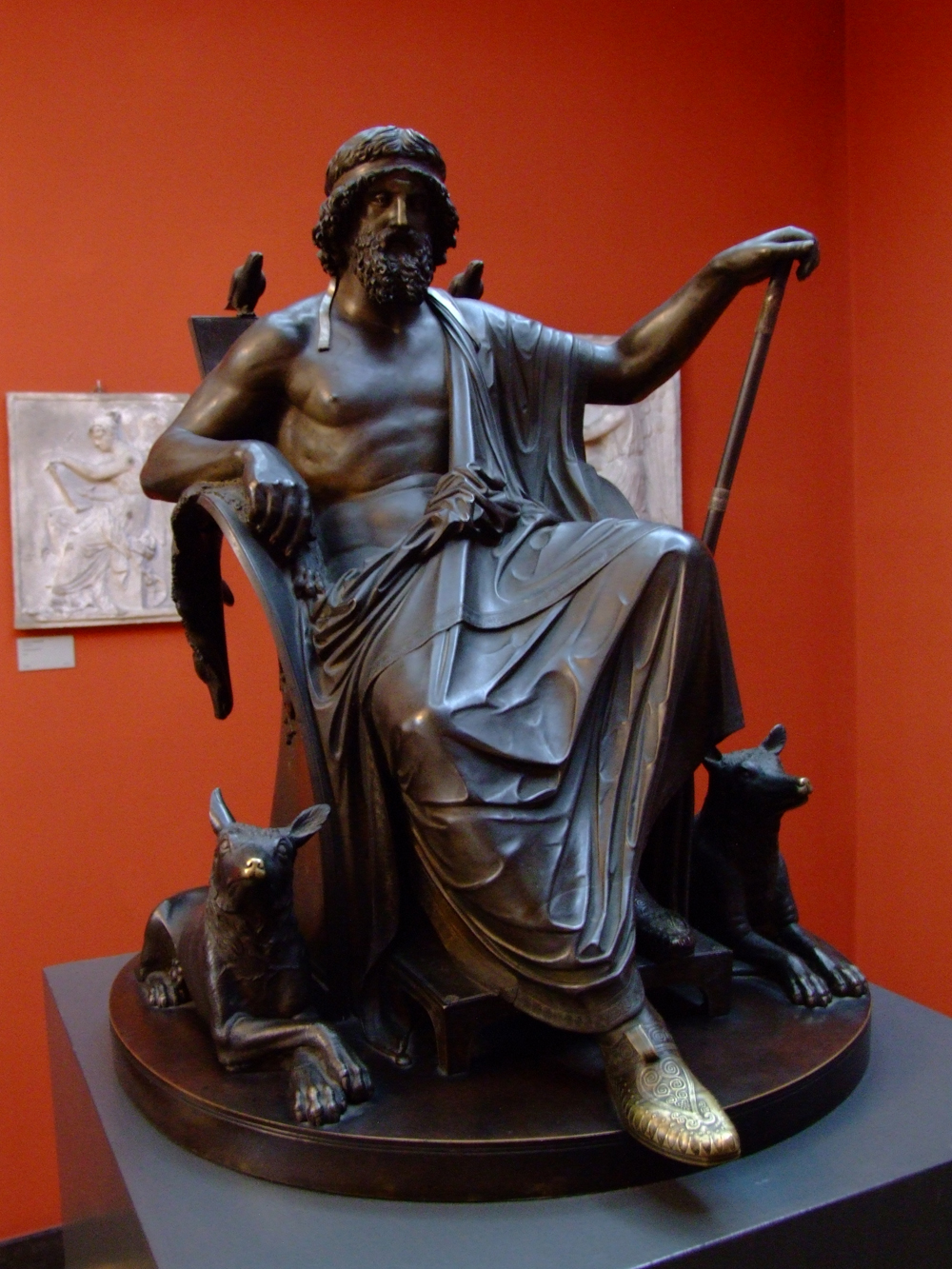
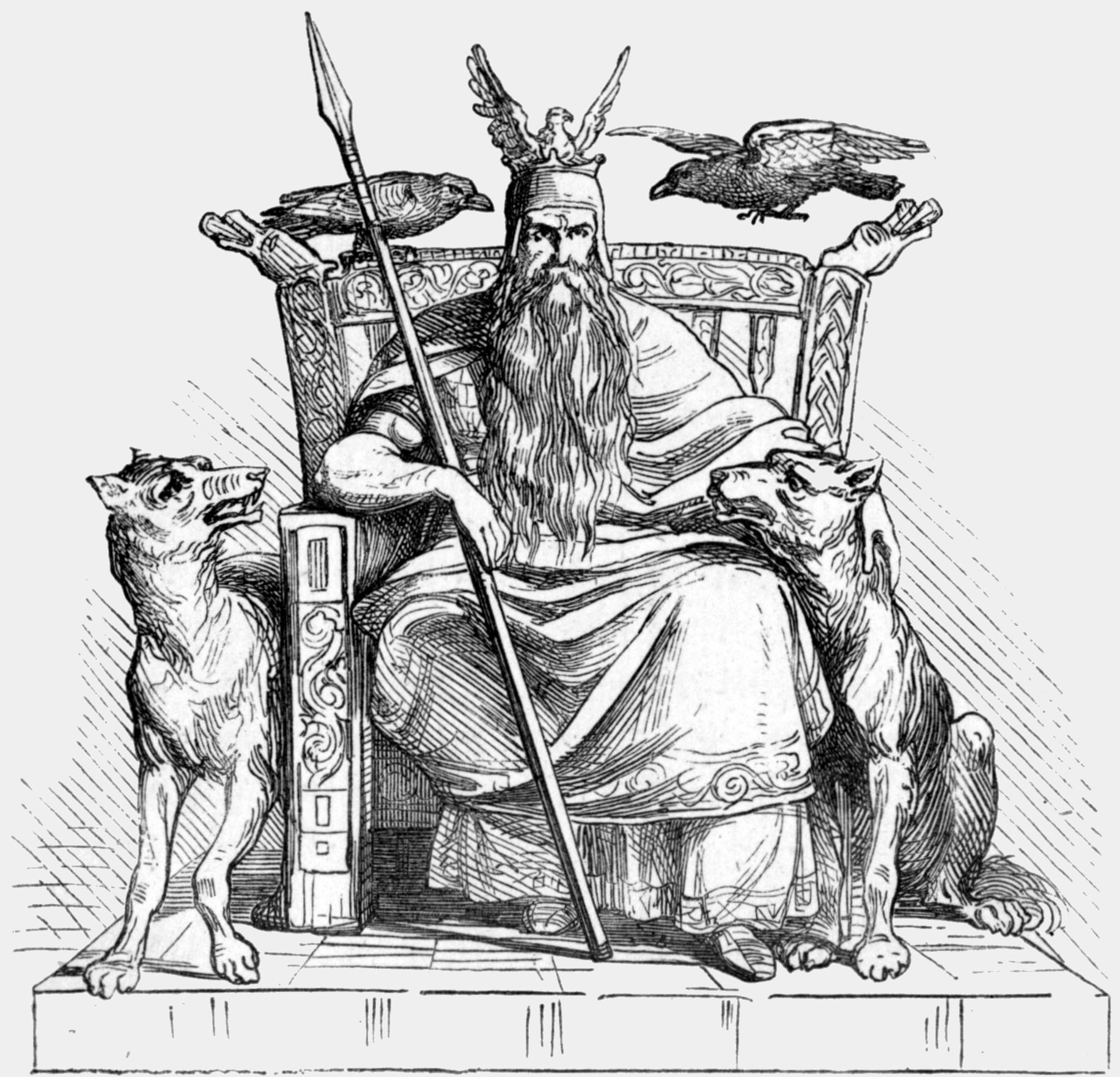
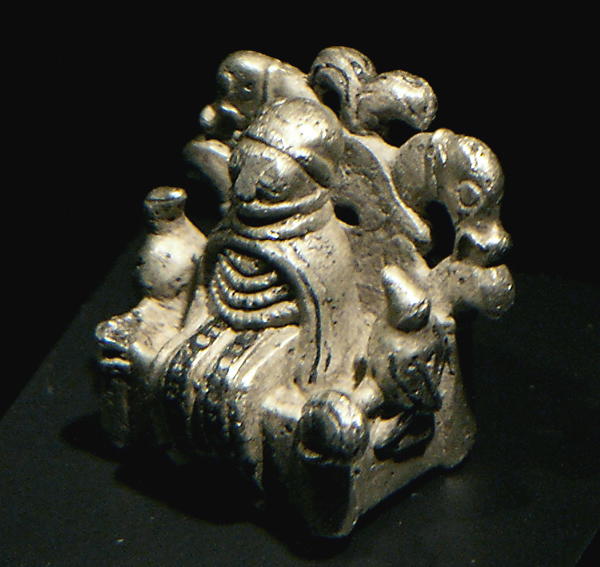
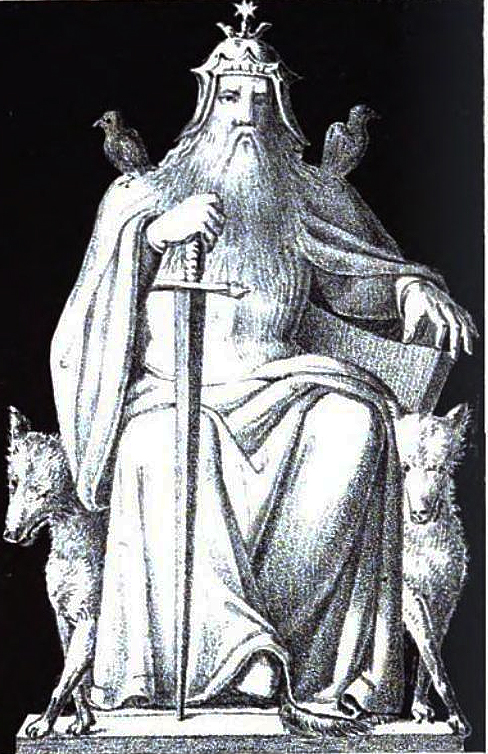
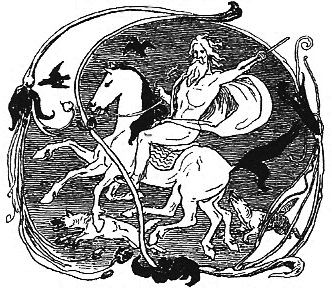